# Ishii Koki
Koki Ishii (sinh ngày 15 tháng 3 năm 1995) là một cầu thủ bóng đá người Nhật Bản.

## Sự nghiệp câu lạc bộ
Koki Ishii đã từng chơi cho Gainare Tottori.